# Stotzheim
 Stotzheim (en alsacià Stotze) és un municipi francès, situat a la regió del Gran Est, al departament del Baix Rin. L'any 1999 tenia 960 habitants.
Forma part del cantó d'Obernai, del districte de Sélestat-Erstein i de la Comunitat de comunes del Pays de Barr.

## Demografia
| 1962  | 1968  | 1975  | 1982  | 1990 | 1999 |
| ----- | ----- | ----- | ----- | ---- | ---- |
| 1.002 | 1.021 | 1.072 | 1.005 | 953  | 960  |

## Administració
| Període | Identitat       | Partit |
| ------- | --------------- | ------ |
| 2001-   | Jacques Frindel |        |